# Roman Röösli
Roman Röösli, född 22 september 1993, är en schweizisk roddare.

## Karriär
Röösli tävlade för Schweiz vid olympiska sommarspelen 2016 i Rio de Janeiro, där han slutade på 7:e plats i scullerfyra. Övriga i roddarlaget var Nico Stahlberg, Augustin Maillefer och Barnabé Delarze. Vid olympiska sommarspelen 2020 i Tokyo slutade Röösli på femte plats tillsammans med Barnabé Delarze i dubbelsculler.
I maj 2023 vid EM i Bled tog Röösli sitt första EM-guld tillsammans med Andrin Gulich i tvåa utan styrman. I september 2023 vid VM i Belgrad tog de båda sitt första VM-guld tillsammans i tvåa utan styrman. I april 2024 vid EM i Szeged tog de brons i tvåa utan styrman.